# Sơn Tây
Sơn Tây (tiếng Trung: 山西; bính âm: Shānxī; Wade–Giles: Shan-hsi, ngheⓘ; bính âm bưu chính: Shansi) là một tỉnh ở phía bắc của Trung Quốc. Năm 2018, Sơn Tây là tỉnh đứng thứ mười tám về số dân, đứng thứ hai mươi hai về kinh tế Trung Quốc với 37 triệu dân, tương đương với Canada và GDP đạt 1.682 tỉ NDT (254,2 tỉ USD) tương ứng với Việt Nam.
Giản xưng của Sơn Tây là "Tấn" (晋), theo tên của nước Tấn tồn tại trong thời kỳ Tây Chu và Xuân Thu. Tên gọi Sơn Tây có nghĩa là "phía tây núi", ý đề cập đến vị trí của tỉnh ở phía tây của Thái Hành Sơn. Sơn Tây giáp Hà Bắc về phía đông, Hà Nam về phía nam, Thiểm Tây về phía tây và Nội Mông về phía bắc. Tỉnh lỵ của Sơn Tây là thành phố Thái Nguyên.

## Lịch sử

### Từ thời cổ đến Tiên Tần
Sơn Tây được xem là một trong những phát địa của dân tộc Trung Hoa, có lịch sử thành văn trong ba nghìn năm. Các di chỉ văn hóa Tây Hà Độ và văn hóa Đinh Thôn thể hiện rằng ngay từ thời đại đồ đá cũ, loài người đã có nhiều hoạt động sinh hoạt trên địa bàn Sơn Tây ngày nay. Trong truyền thuyết, Sơn Tây là khu vực hoạt động chủ yếu của Hoàng Đế thủy tổ của tộc Hoa Bắc và Viêm Đế- thủy tổ của dân tộc Bách Việt. Ba vị vua thời thượng cổ nổi tiếng của Trung Quốc là Nghiêu, Thuấn, Vũ đều kiến đô lập nghiệp trên đất Sơn Tây: kinh đô của Nghiêu nằm ở Bình Dương (nay thuộc Lâm Phần), kinh đô của Thuấn nằm ở Bồ Bản (nay thuộc Vĩnh Tế), kinh đô của Vũ nằm ở An Ấp (nay thuộc huyện Hạ). Chính quyền nô lệ đầu tiên trong lịch sử Trung Quốc- vương triều Hạ đã được thành lập trên khu vực bao gồm nam bộ tỉnh Sơn Tây ngày nay. Sang thời nhà Thương, Sơn Tây cũng là một khu vực thống trị chủ yếu của triều đình. Ở Lâm Phần ngày nay có Nghiêu miếu và Nghiêu lăng, ở Thấm Thủy có khu Thuấn Vương Bình, Long Môn ở Hà Tân được xem là nơi vua Vũ trị thủy, còn được gọi là Vũ Môn Khẩu.
Theo Sử ký, khi Chu Công Đán phụ chính Chu Thành Vương, có một chư hầu là nước Đường nổi loạn, Chu công Đán mang quân tiêu diệt. Sau đó, Chu Thành Vương bèn chính thức phong cho Cơ Ngu làm vua chư hầu nước Đường, gọi là Đường Thúc Ngu. Đất Đường ở khu vực phía đông Hoàng Hà và Phần Hà, sau này nước Đường đổi tên thành nước Tấn. Thời kỳ đầu Tây Chu, lãnh thổ của nước Ân bao gồm một phần đông nam bộ tỉnh Sơn Tây ngày nay; nước Hàn tập trung quanh khu vực Hàn Thành thuộc tỉnh Thiểm Tây và Hà Tân thuộc tỉnh Sơn Tây ngày nay.

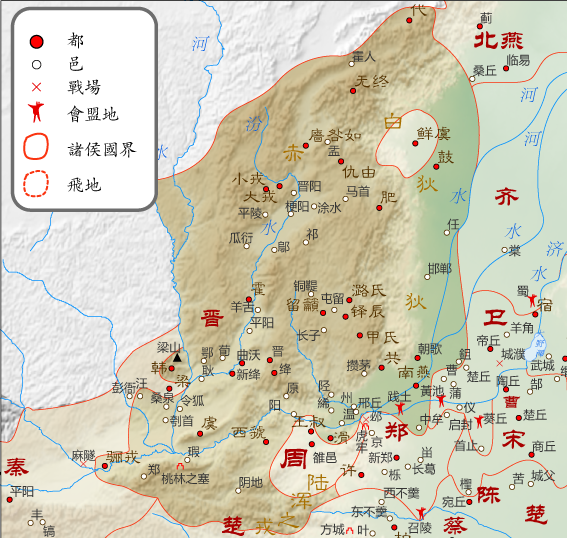
Bản đồ nước Tấn (晋) thời Xuân Thu, phần lớn lãnh thổ thuộc Sơn Tây ngày nay

Năm 805 TCN, Tấn Mục hầu nghe lệnh Chu Tuyên vương, đem quân đánh tộc Nhung, năm 802 TCN, ông đánh thắng đất Thiên Mẫu. Thời Xuân Thu, đại bộ phận tỉnh Sơn Tây thuộc về nước Tấn. Đến thời Tấn Văn công, nước Tấn xưng bá Trung Nguyên. Các kinh đô của Tấn trước sau đều nằm trên địa phận Sơn Tây: Đường (sau gọi là Tấn), Khúc Ốc , Giáng (còn gọi là Dực), Tân Giáng (nguyên gọi là Tân Điền) Đầu thời Đông Chu, hai chi trưởng – thứ nước Tấn tại đất Dực và đất Khúc Ốc đã nổ ra chiến tranh giành ngôi vị quân chủ. Chiến tranh kéo dài gần 100 năm, trải qua 4 thế hệ mới kết thúc bằng thắng lợi của chi thứ Khúc Ốc với kết quả 5 vua Tấn ngành trưởng bị giết. Các khanh tộc tại nước Tấn về sau tiến hành tranh chấp quyền lực với nhau, lấn át cả vua Tấn. Năm 453 TCN, trong trận Tấn Dương, ba Nhà Triệu, Hàn, Ngụy hợp binh đánh bại quân họ Trí, ba nhà này sau đó cùng chia đất của họ Trí và nắm quyền nước Tấn. Nước Tấn sau đó hình thành cục diện bị chia ba, đến năm 403 TCN thì nước Tấn diệt vong, đây cũng là mốc thời gian mà nhiều học giả nhận định là khởi đầu thời kỳ Chiến Quốc, cũng vì nguyên do này mà Sơn Tây còn được gọi là "Tam Tấn".
Thời Chiến Quốc, nước Triệu đặt kinh đô tại Tấn Dương, nước Hàn đặt kinh đô tại Bình Dương, nước Ngụy trong thời gian 403 TCN-361 TCN đặt đô thành tại An Ấp Sau trung kỳ Chiến Quốc, kinh đô của Triệu và Ngụy phân biệt di dời đến địa phận Hà Bắc và Hà Nam ngày nay.

### Thời Tần, Hán đến Nam-Bắc triều
Sau khi thống nhất Trung Quốc, Tần Thủy Hoàng phân thiên hạ thành 49 quận, ban đầu trên địa bàn Sơn Tây có Thái Nguyên quận và Thượng Đảng quận, về sau phân tách thành 5 quận: Nhạn Môn quận, Đại quận, Thái Nguyên quận, Thượng Đảng quận, Hà Đông quận. Trong những năm Nguyên Phong thời Hán Vũ Đế, triều Hán thiết lập Tịnh châu thứ sử bộ trên địa phận Sơn Tây. Đến thời Hán Quang Vũ Đế, người Hung Nô tiến gần hơn vào Trung Nguyên, nuôi ngựa trên Lã Lương Sơn (呂梁山) và lưu vực Phần Hà. Thời Đông Hán, Tịnh châu được phân thành 9 quận: Thái Nguyên, Thượng Đảng, Tây Hà, Vân Trung, Định Tương, Nhạn Môn, Sóc Phương, Ngũ Nguyên, đến những năm cuối Đông Hán thì được nhập vào Ký châu.
Năm 216, Tào Tháo phân người Hung Nô ở Sơn Tây ngày nay thành 5 bộ: Tịnh châu Tư thị (tại Phần Dương ngày nay) là tả bộ, Kì (tại huyện Kỳ ngày nay) là hữu bộ, Bồ Tử (tại huyện Thấp ngày nay) là nam bộ, Tân Hưng (tại Hãn Châu ngày nay) là bắc bộ, Đại Lăng (tại Văn Thủy ngày nay) là trung bộ, nhân khẩu đạt vài trăm nghìn người. Ngoài ra, trên địa bàn Sơn Tây còn có người Yết ở Vũ Hương, bộ lạc Thát Bạt của người Tiên Ti cư trú tại huyện đại và Đại Đồng. Năm 220, Tào Ngụy thiết lập Tịnh châu trên địa phận Sơn Tây, chia làm 6 quận: Thái Nguyên, Thượng Đảng, Tây Hà, Nhạn Môn, Nhạc Bình, Tân Hưng. 

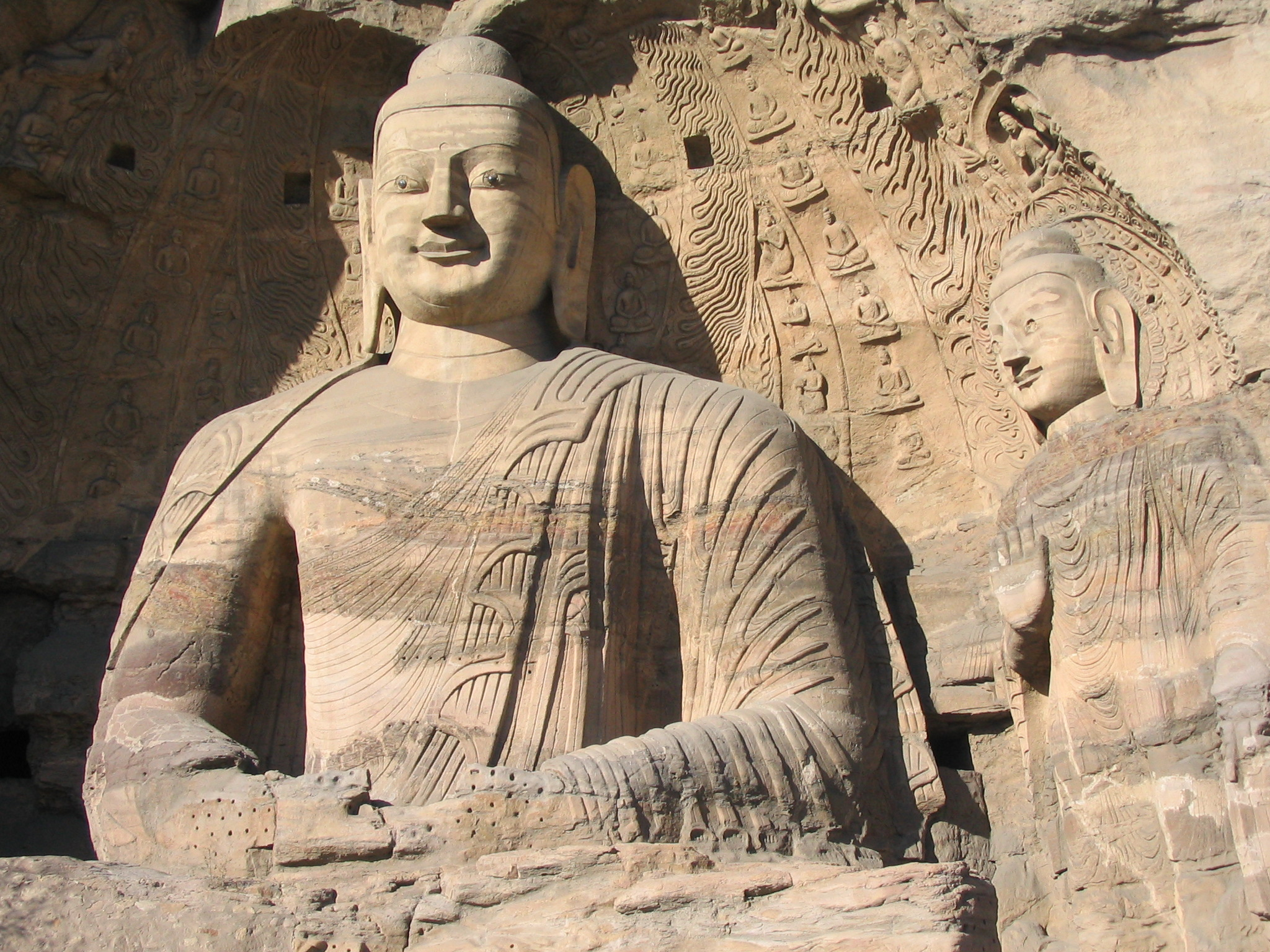
Hang đá Vân Cương tại Đại Đồng, được tạc từ thời Bắc Ngụy

Đến thời Tây Tấn, Sơn Tây thuộc về Tịnh châu: Thượng Đảng quận, Thượng Cốc quận. Sau khi triều Tấn suy yếu do loạn bát vương, vào năm 304, thủ lĩnh Hung Nô là Lưu Uyên đã lập quốc, đặt quốc hiệu là Hán, định đô tại Li Thạch, năm 305, sau một nạn đói, ông dời đô đến Lê Đình Sau đó, khu vực Sơn Tây trước sau thuộc nước Hậu Triệu của tộc Yết, nước Nhiễm Ngụy của tộc Hán, nước Tiền Yên của người Tiên Ti, nước Tiền Tần của tộc Đê, nước Hậu Tần của tộc Khương. Do chiến loại trong thời Ngũ Hồ thập lục quốc, kinh tế Sơn Tây bị phá hoại nghiêm trọng.
Thác Bạt Khuê đã lập ra Bắc Ngụy vào năm 386, hai năm sau, để gần hơn về mặt địa lý với các lãnh thổ mới chinh phục được, ông đã thiên đô Bắc Ngụy đến Bình Thành. Bắc Ngụy sau đó thống nhất phương bắc Trung Quốc, mở ra thời kỳ Nam-Bắc triều trong lịch sử Trung Quốc. Sau đó, đến năm 534, Bắc Ngụy phân liệt thành Đông Ngụy và Tây Ngụy. Thực quyền Đông Ngụy nằm trong tay đại tướng Cao Hoan. Năm 543, nhà Đông Ngụy cho đắp thêm Trường thành tại Sơn Tây dài 150 dặm. Năm 550, con của Cao Hoan là Cao Dương tiếm vị Đông Ngụy, lập ra Bắc Tề, cha con Cao Hoan lấy Tấn Dương làm biệt đô. Thực quyền Tây Ngụy nằm trong tay Vũ Văn Thái, đến năm 557 thì hậu duệ của Vũ Văn Thái là Vũ Văn Giác cũng tiếm vị Tây Ngụy, lập ra Bắc Chu. Thời Bắc Ngụy, Phật giáo lần đầu tiên có được sự hưng thịnh tại Trung Quốc, có tới ba vạn chùa viện, tăng ni lên đến 200 vạn, nhà sư Pháp Hiển bắt đầu chuyến đi huyền thoại tới Ấn Độ của ông từ Sơn Tây. Việc xây đục hang đá Vân Cương đã được hoàn thành trong khoảng thời gian 453-495.

### Từ thời Tùy đến Kim

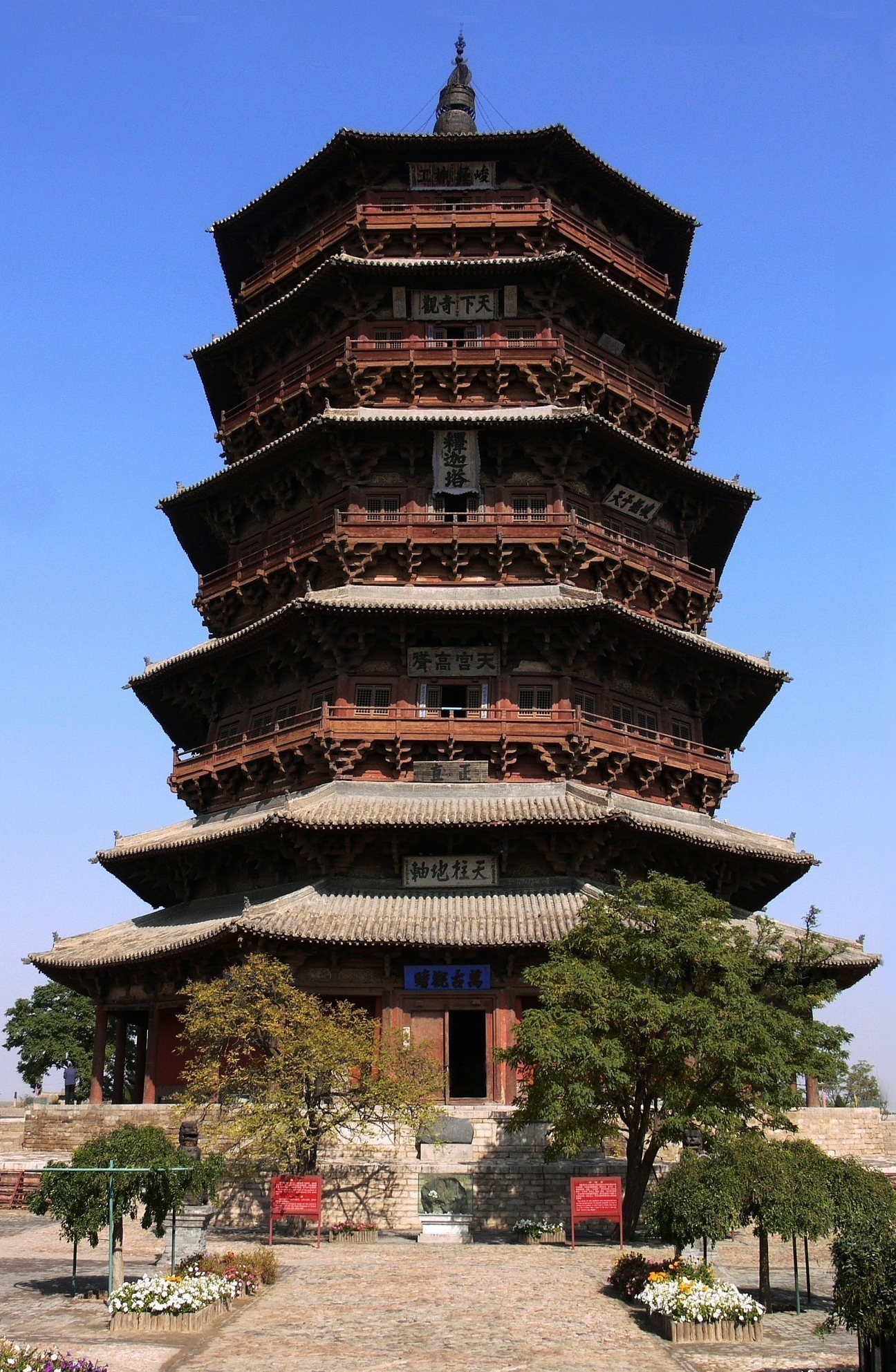
Tháp Thích Ca của chùa Phật Cung ở huyện Ứng, được Liêu Đạo Tông cho xây vào năm 1056

Thời Tùy, Sơn Tây thuộc về Ký châu, có vị thế quan trọng về mặt kinh tế. Tháng 9 năm 617, Lý Uyên từ nơi khởi binh tại Thái Nguyên đã vượt qua Hoàng Hà, đến tháng 11 thì công chiếm kinh đô Trường An. Năm 618, Lý Uyên lập nên triều Đường, bảy năm sau thì thống nhất toàn Trung Quốc. Triều đình Nhà Đường có thái độ trọng thị với Sơn Tây, xem đây là đất "Long Hưng", định Thái Nguyên làm Bắc Đô, kinh tế của Sơn Tây cũng đứng vào hàng đầu tại Trung Quốc. Khi đó, toàn Đại Đường có 18 hồ muối, vùng Hà Đông có 5 hồ, một hồ sản xuất được cả vạn hộc muối, cung cấp cho kinh thành, được Liễu Tông Nguyên gọi là "quốc chi đại bảo". Thời Đường, xuất hiện nhiều danh nhân là người Sơn Tây, như Tiết Nhân Quý, Võ Tắc Thiên, Địch Nhân Kiệt. Trong thời Tùy Đường, Phật giáo hưng thịnh, Ngũ Đài sơn tại Hãn châu từ thời gian đó đã là một thánh địa của Phật giáo Trung Quốc.
Đến thời Ngũ Đại Thập Quốc, Lý Tồn Úc, Thạch Kính Đường và Lưu Trí Viễn lần lượt thành lập các triều đại Hậu Đường, Hậu Tấn, Hậu Hán, Thái Nguyên khi đó là một nơi trọng yếu. Em trai của Lưu Trí Viễn là Lưu Mân đã lập ra nước Bắc Hán tại bắc bộ và trung bộ Sơn Tây, nước này nằm kẹp giữa Hậu Chu về phía nam và Đại Liêu của người Khiết Đan ở phía bắc, được Liêu bảo hộ.
Sau khi triều Tống được thành lập, nước Bắc Hán ỷ thế có người Khiết Đan chống lưng ở phương Bắc, tiến hành đối kháng với Tống. Năm 979, Tống Thái Tông Triệu Khuông Nghĩa thống lĩnh đại quân diệt nước Bắc Hán, phóng hỏa thiêu hủy thành Tấn Dương. Năm 982, triều Tống phái đại tướng Phan Mỹ (潘美) xây thành mới tại khu vực Thái Nguyên ngày nay. Đầu thời Bắc Tống, Sơn Tây thuộc Hà Đông lộ, lại khôi phục cảnh phồn vinh. Thái Nguyên sản xuất ra gương đồng và kéo đồng, được xuất đi tiêu thụ ở các địa phương khác. Sau thời Tống Chân Tông, tại Sơn Tây người ta cũng bắt đầu sử dụng than đá làm nhiên liệu.
Sau sự biến Tĩnh Khang năm 1125-1127, Sơn Tây chuyển sang thuộc quyền cai quản của triều Kim, quân Kim đã tàn phá nghiêm trọng nền kinh tế phương Bắc Trung Quốc. Do Sơn Tây có Thái Hành Sơn làm chướng ngại tự nhiên, khói lửa chiến tranh gây cho Sơn Tây thiệt hại nhỏ hơn các địa phương khác. Kinh tế và văn hóa Sơn Tây phát triển trong thời Đại Định chi trị dưới sự cai trị của Kim Thế Tông và thời Minh Xương chi trị dưới sự cai trị của Kim Chương Tông. Bình Dương phủ (nay là Lâm Phần) trở thành trung tâm sản xuất giấy của Kim Quốc.

### Thời Nguyên, Minh, Thanh

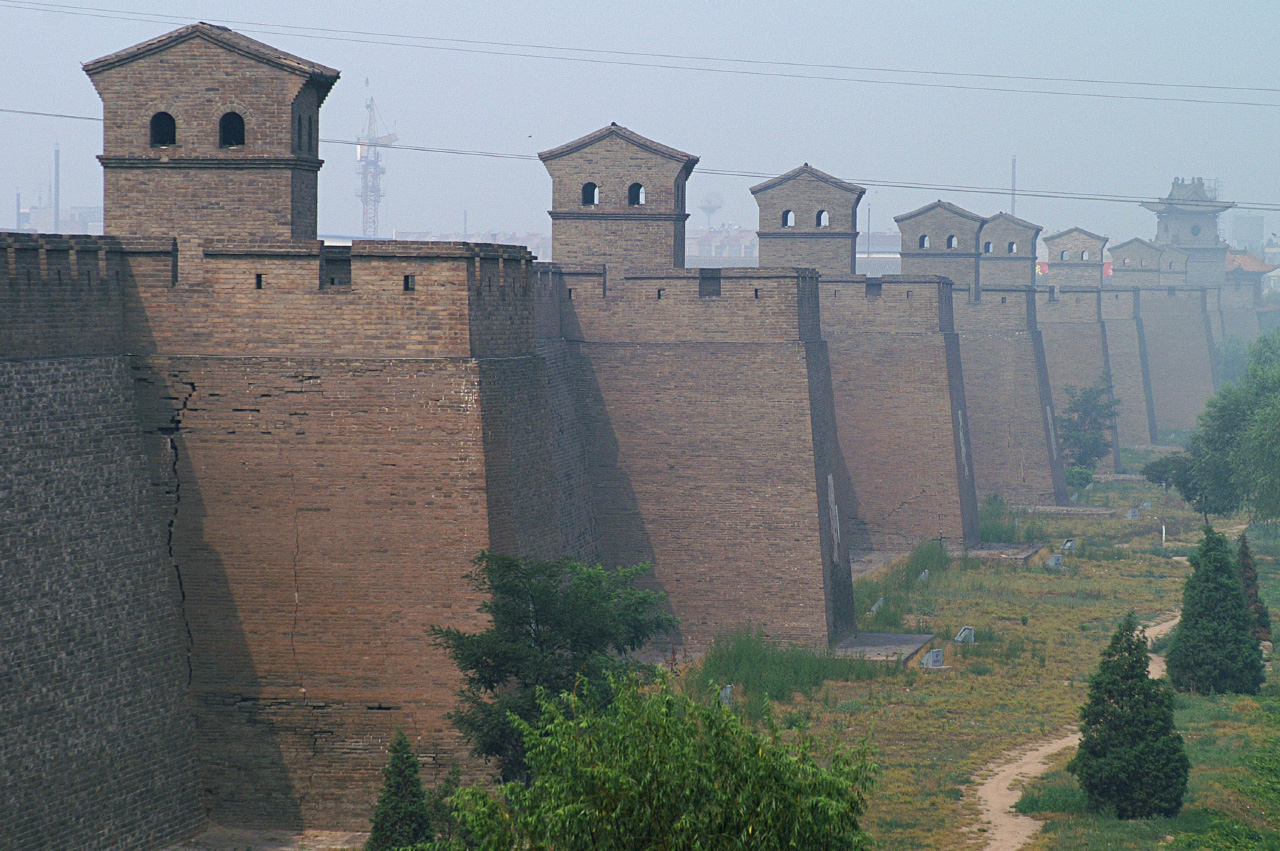
Tường thành Bình Dao, được xây vào năm 1370 thời Minh Thái Tổ Chu Nguyên Chương

Khi đế quốc Mông Cổ xâm lược Hà đông bắc lộ và Hà đông nam lộ của Kim, họ đã tàn phá Sơn Tây, cả nghìn lý không có bóng người. Trong thời Nguyên, Sơn Tây thuộc Trung thư tỉnh, chịu sự quản lý trực tiếp của triều đình. Năm 1271, triều Nguyên thành lập Hà Đông Sơn Tây đạo tuyên úy ti tại khu vực phía đông Hoàng Hà, phía tây của Thái Hành Sơn, danh xưng Sơn Tây từ đó cũng bắt đầu được sử dụng.
Năm 1368, Minh Thái Tổ Chu Nguyên Chương phái Từ Đạt, Thường Ngộ Xuân suất lĩnh quân Minh tiến vào Sơn Tây, thiết lập Sơn Tây hành tỉnh. Chu Nguyên Chương sau này phong cho ba nhi tử làm phiên vương, trú trát tại Sơn Tây: Chu Vi là Tấn vương, trú tại Thái Nguyên; Chu Quế là Đại vương, trú tại Đại Đồng; Chu Mô là Thẩm vương, trú tại Lộ An (Trường Trị), xây dựng Minh Trường Thành để phòng bị Bắc Nguyên xâm lược. Đầu thời Minh, có một lượng lớn di dân từ Sơn Tây đến vùng bình nguyên Hoa Bắc- vùng mà khi ấy đang vắng bóng người. Đại hòe thụ ở Hồng Động trở thành một địa điểm tập hợp nổi tiếng, đến nay cư dân các tỉnh vẫn lưu truyền ngạn ngữ: "Nếu hỏi tổ tiên đến từ xứ nào? Đại hòe thụ ở Hồng Động, Thiểm Tây". Triều Minh sau đó đã thiết lập Sơn Tây thừa tuyên bố chính sứ ti, tiền thân của Sơn Tây ngày nay. Thời Minh, thương nhân Sơn Tây kiểm soát phần lớn việc buôn bán muối và dịch vụ ngân hàng trong cả nước.
Đến thời Nhà Thanh, triều đình đã đem một số khu vực ở bên ngoài Minh Trường Thành để nhập vào Sơn Tây. Sơn Tây tổng cộng có 9 phủ, 16 châu, 108 huyện. Thời gian này, ngành thương mại và tài chính của Sơn Tây hoạt động rất tích cực, xuất hiện văn danh "Sơn Tây phiếu hiệu" trên quy mô toàn quốc. Thương nhân Sơn Tây lập ra nhiều Sơn Tây hội quán hoặc Sơn Thiểm hội quán trên khắp Trung Quốc. Thời Thanh, Sơn Tây ít chịu ảnh hưởng của ngoại quốc, song một vài cơ sở sản xuất đã được thành lập tại Thái Nguyên vào năm 1898, và một tuyến đường sắt bằng vốn Pháp-Thanh đã được xây dựng từ năm 1904 đến 1907 để kết nối Thái Nguyên và Thạch Gia Trang ở tỉnh Hà Bắc ngày nay. Năm 1900, tổ chức bài ngoại Nghĩa Hòa đoàn đã đốt cháy một nhà thờ truyền giáo Anh tại Thái Nguyên, sau đó giết chết những người ngoại quốc và người Trung Quốc cải đạo theo Tây giáo. Điều này đã khiến phong trào Nghĩa Hòa Đoàn bùng nổ, cuối cùng lan đến Bắc Kinh. Nghĩa Hòa Đoàn được cho là đã giết chết 100.000 thường dân khắp miền Bắc Trung Quốc, trong đó có 32.000 người Trung Quốc theo Tây giáo.

### Sau năm 1911

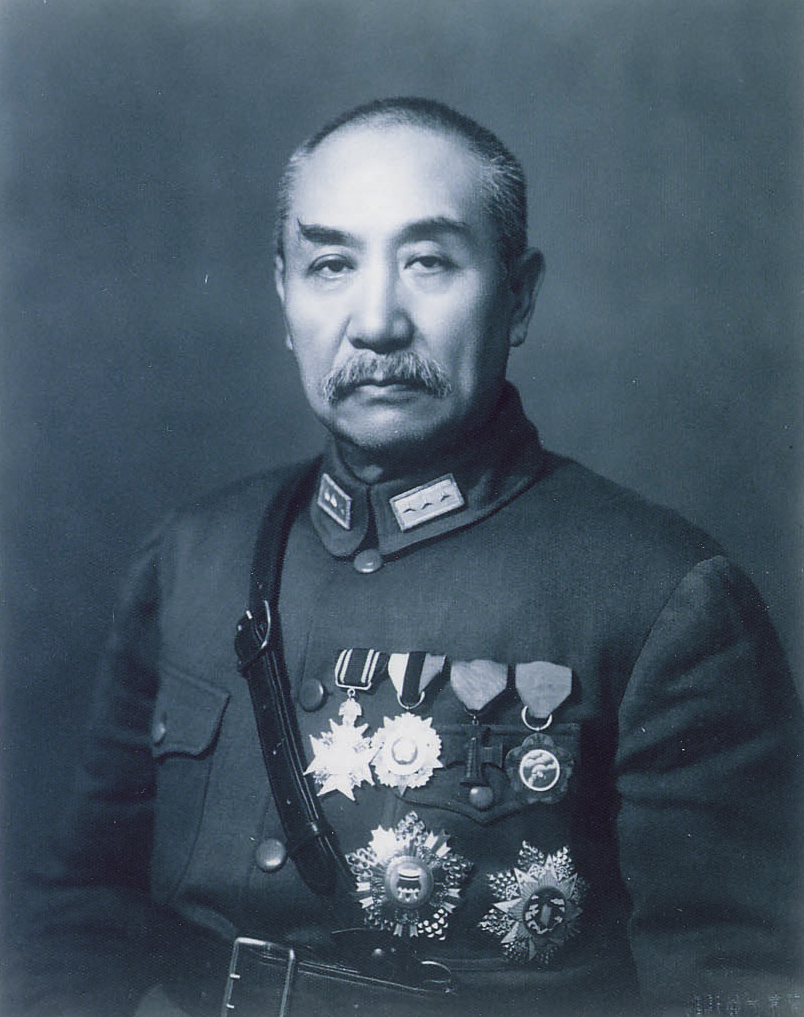
Diêm Tích Sơn, quân phiệt cát cứ tại Sơn Tây từ 1911-1949

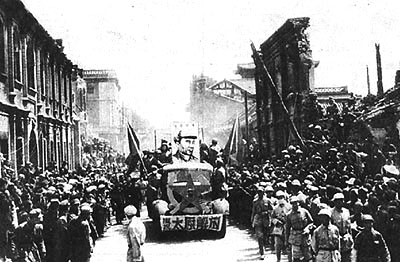
Giải phóng quân tiến vào Thái Nguyên tháng 4 năm 1949

Trong Cách mạng Tân Hợi, quân phiệt Diêm Tích Sơn tại Thiểm Tây đã chỉ huy lực lượng cách mạng địa phương đánh đuổi quân Thanh khỏi tỉnh, rồi tuyên bố độc lập khỏi triều Thanh. Diêm Tích Sơn sau đó được chính phủ Trung Hoa Dân Quốc bổ nhiệm chức Sơn Tây đô đốc, ông ủng hộ Viên Thế Khải xưng đế, vì thế được phong làm "nhất đẳng hầu". Năm 1917, không lâu sau khi Viên Thế Khải chết, Diêm Tích Sơn củng cố quyền thống trị Sơn Tây. Cho tới năm 1911, Sơn Tây là một trong những tỉnh nghèo nhất Trung Hoa. Diêm Tích Sơn tin rằng, nếu không hiện đại hóa kinh tế cũng như cơ sở hạ tầng, Sơn Tây sẽ không chống nổi các quân phiệt từ các nơi khác.
Ngày 18 tháng 12 năm 1931, một nhóm sinh viên tại Thái Nguyên tập hợp phản đối chính sách nhân nhượng Nhật Bản của chính phủ Nam Kinh. Cuộc biểu tình trở nên bạo lực đến nỗi cảnh sát Quốc dân đảng đã nổ súng vào đám đông. Sự kiện "Thảm sát 18/12" gây ra một làn sóng giận dữ, tạo điều kiện cho các thuộc hạ của Diêm Tích Sơn thừa cơ trục xuất các viên chức Quốc dân đảng khỏi tỉnh, viện cớ là để đảm bảo an ninh. Sau vụ này, tổ chức Quốc dân đảng tại Sơn Tây chỉ còn trên danh nghĩa, trung thành với Diêm Tích Sơn còn hơn cả với Tưởng Giới Thạch. Năm 1934, Tưởng Giới Thạch đi máy bay đến Thái Nguyên, tại đó ông ta ca ngợi chính quyền của Diêm Tích Sơn có công giúp đỡ, ủng hộ Chính phủ Nam Kinh, trên thực tế là thừa nhận quyền thống trị Sơn Tây của Diêm Tích Sơn.
Quan hệ tài chính giữa Sơn Tây và chính phủ trung ương rất phức tạp. Diêm Tích Sơn đã tạo ra được một tổ hợp công nghiệp nặng xung quanh Thái Nguyên, nhưng không công khai ra bên ngoài Sơn Tây, có lẽ là để đánh lừa Tưởng Giới Thạch. Dù đạt được những thành công nhất định trong công cuộc hiện đại hóa nền công nghiệp Sơn Tây, Diêm Tích Sơn vẫn liên tiếp yêu cầu chính phủ trung ương hỗ trợ tài chính để dùng mở rộng đường sắt và những việc khác, nhưng đều bị từ chối.
Năm 1916, ít nhất 10% trong số 11 triệu dân Sơn Tây nghiện thuốc phiện, điều này khiến Diêm Tích Sơn quyết định phải tiêu diệt nạn thuốc phiện sau khi lên nắm quyền. Trước tiên, Diêm Tích Sơn xử lý bọn buôn thuốc phiện và những người nghiện nặng, đưa những người nghiện nặng vào tù và đưa họ và gia đình họ ra trước công chúng để làm nhục. Rất nhiều người bị kết án đã chết vì bị cắt cơn đột ngột. Sau năm 1922, một phần do sự phản đối của công chúng, Diêm Tích Sơn từ bỏ chính sách trừng phạt, chuyển sang chính sách phục hồi nhân phẩm cho người nghiện, thông qua gia đình họ mà buộc họ phải bỏ thuốc phiện, và xây dựng các trại cai nghiện cho mục đích này.
Tháng 2 năm 1936, dưới sự chỉ huy của Lưu Chí Đan và Từ Hải Đông, 34.000 quân Cộng sản đã xâm nhập vào tây nam Sơn Tây. Những người Cộng sản có được sự ủng hộ phổ biến của người dân, và, mặc dù họ ít hơn và được vũ trang kém, song đã thành công trong việc chiếm một phần ba phía nam của Sơn Tây trong vòng chưa đầy một tháng. Những người Cộng sản ở Sơn Tây đã hợp tác thông tin với các nông dân địa phương để né tránh và dễ dàng xác định vị trí các lực lượng của Diêm Tích Sơn. Khi quân chính phủ Trung ương được phái đến chi viện, quân Cộng sản buộc phải rút khỏi Sơn Tây, sau đó lực lượng Quốc Dân đảng vẫn còn ở Sơn Tây thể hiện sự thù địch với quyền cai trị của Diêm Tích Sơn, nhưng không ảnh hưởng đến quyền cai quản của ông.
Năm 1936, quân Nhật và lực lượng Mông Cương đã xâm lược khu vực do Diêm Tích Sơn kiểm soát, gián điệp Nhật Bản đã phá hủy một kho hậu cần lớn ở Đại Đồng và thực hiện các hành vi phá hoại khác. Trong chiến tranh Trung-Nhật (1937-1935), hầu hết Sơn Tây đã nhanh chóng bị người Nhật tàn phá. Sau khi để mất thủ phủ Thái Nguyên, Diêm Tích Sơn di chuyển trụ sở của mình đến một nơi ẩn náu biệt lập ở Lâm Phần, chống lại nỗ lực kiểm soát hoàn toàn Sơn Tây của Nhật Bản. Sau Chiến tranh thế giới thứ hai, quân của Diêm Tích Sơn (bao gồm cả quân Nhật cũ) đã tổ chức chống lại những người Cộng sản trong cuộc nội chiến Trung Quốc kéo dài trong bốn năm. Đến tháng 4 năm 1949, chính phủ Quốc dân để mất quyền kiểm soát miền Bắc Trung Quốc, quân cộng sản bao vây lực lượng của Diêm Tích Sơn. Sau chiến thắng trong chiến dịch Thái Nguyên, lực lượng cộng sản đã hoàn toàn kiểm soát Sơn Tây.
Sau khi Cộng hòa Nhân dân Trung Hoa được thành lập, Sơn Tây nằm trong các kế hoạch "Tiểu tam tuyến kiến thiết" và "Chi viện nội địa", kinh tế xã hội vì thế từng có thời điểm đã phát triển một cách nhanh chóng. Trong thời kỳ Cách mạng Văn hóa, tại Sơn Tây đã tiến hành xây dựng chủ nghĩa tập thể, trong đó nổi bật là mô hình kinh tế tập thể chủ nghĩa tại thôn Đại Trại, Mao Trạch Đông từng ban ra lời hiệu triệu "Nông nghiệp học Đại Trại". Sau cải cách kinh tế, kinh tế Sơn Tây chuyển từ phụ thuộc vào nguồn tài nguyên than đá phong phú dưới lòng đất sang dùng than đá để phát triển điện lực, than hóa học. Bước sang thế kỷ XXI, Sơn Tây đang nỗ lực tiến hành chuyển đổi mô hình kinh tế từ tập trung vào các ngành sử dụng nhiều tài nguyên sang phát triển công nghệ cao, các ngành công nghiệp có giá trị cao, và đã đạt được một số thành công.

## Địa lý

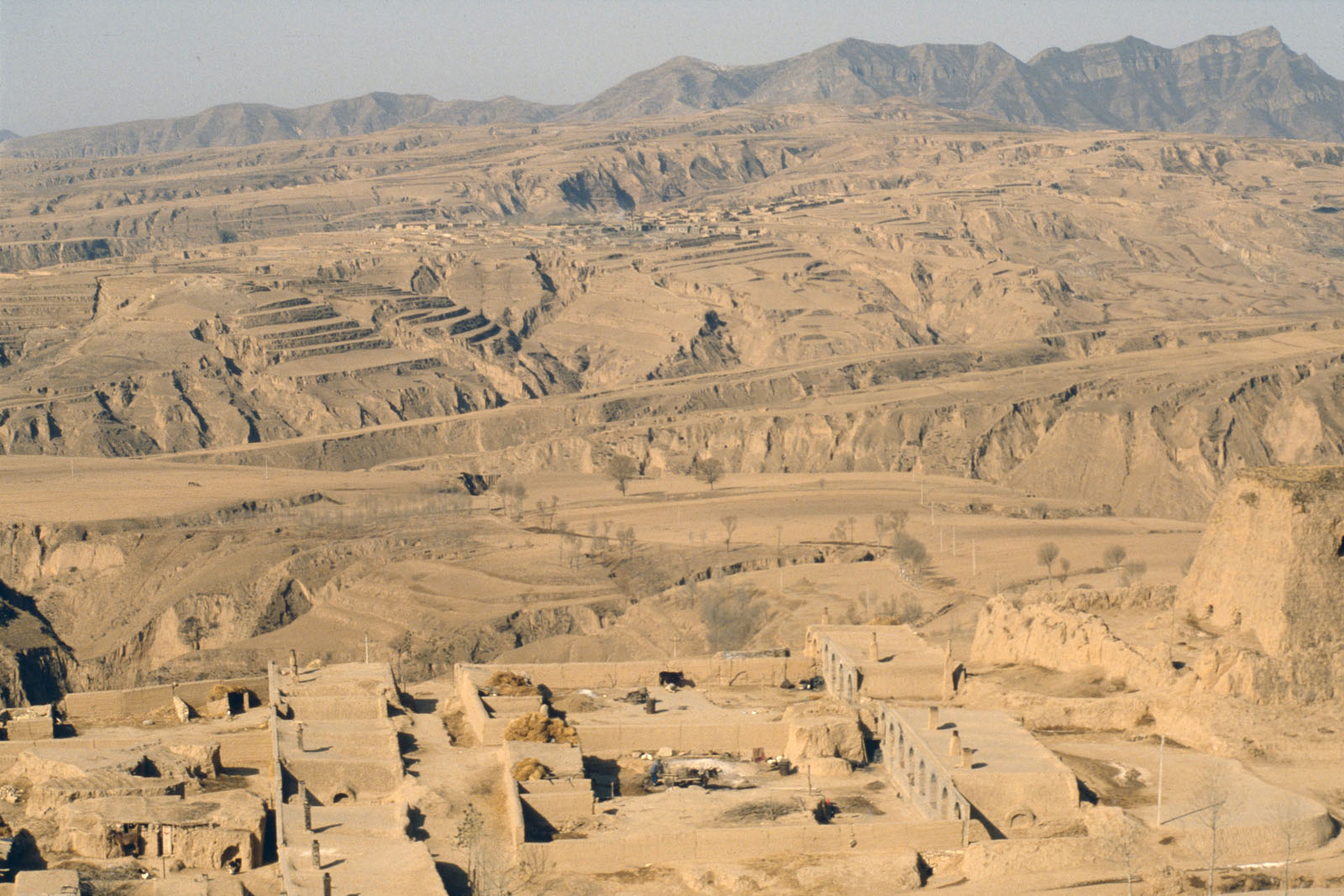
Cảnh quan hoàng thổ tại Hồn Nguyên

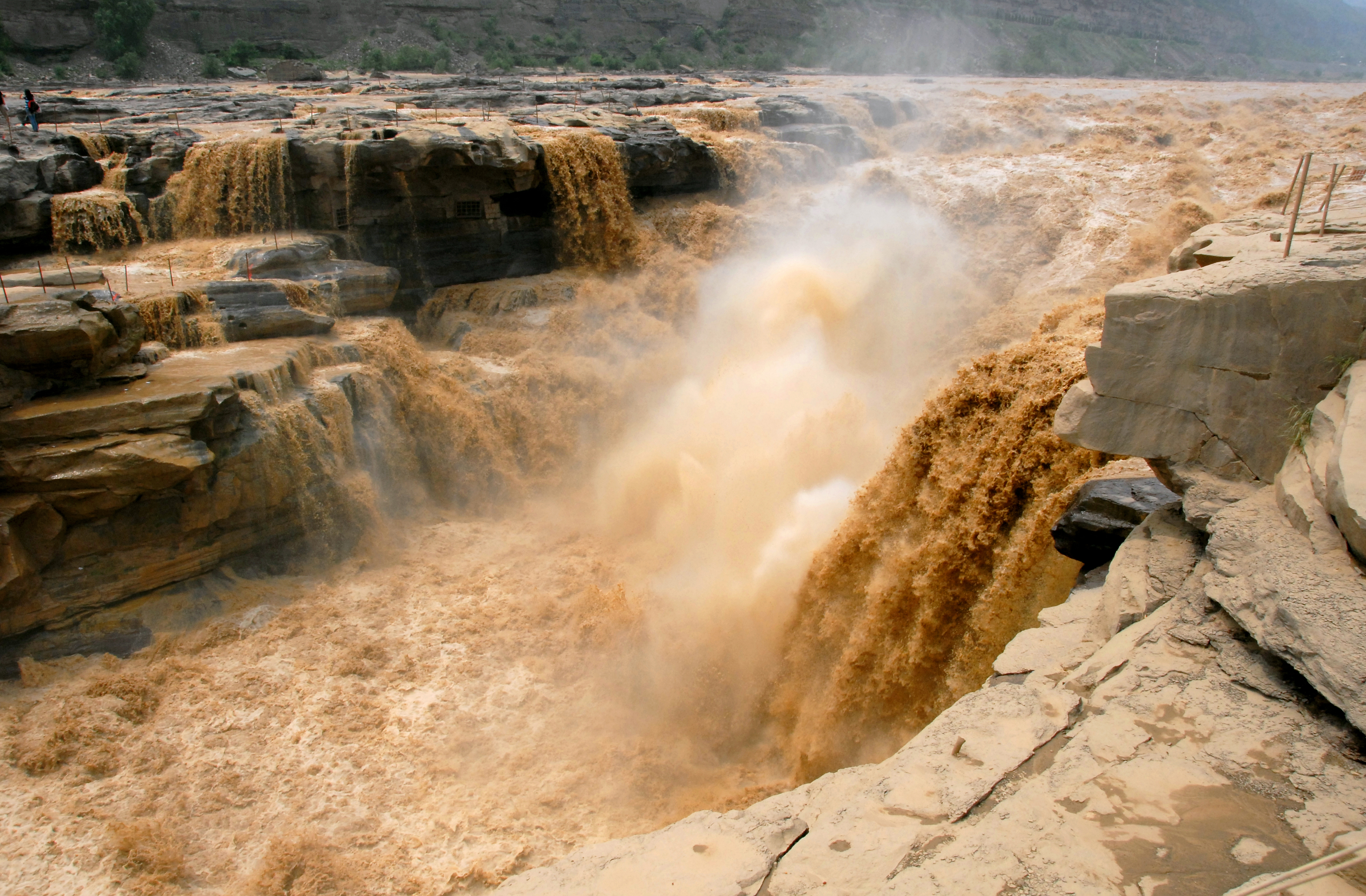
Thác Hồ Khẩu trên Hoàng Hà, thuộc ranh giới giữa Nghi Xuyên (Thiểm Tây) và Cát (Sơn Tây)

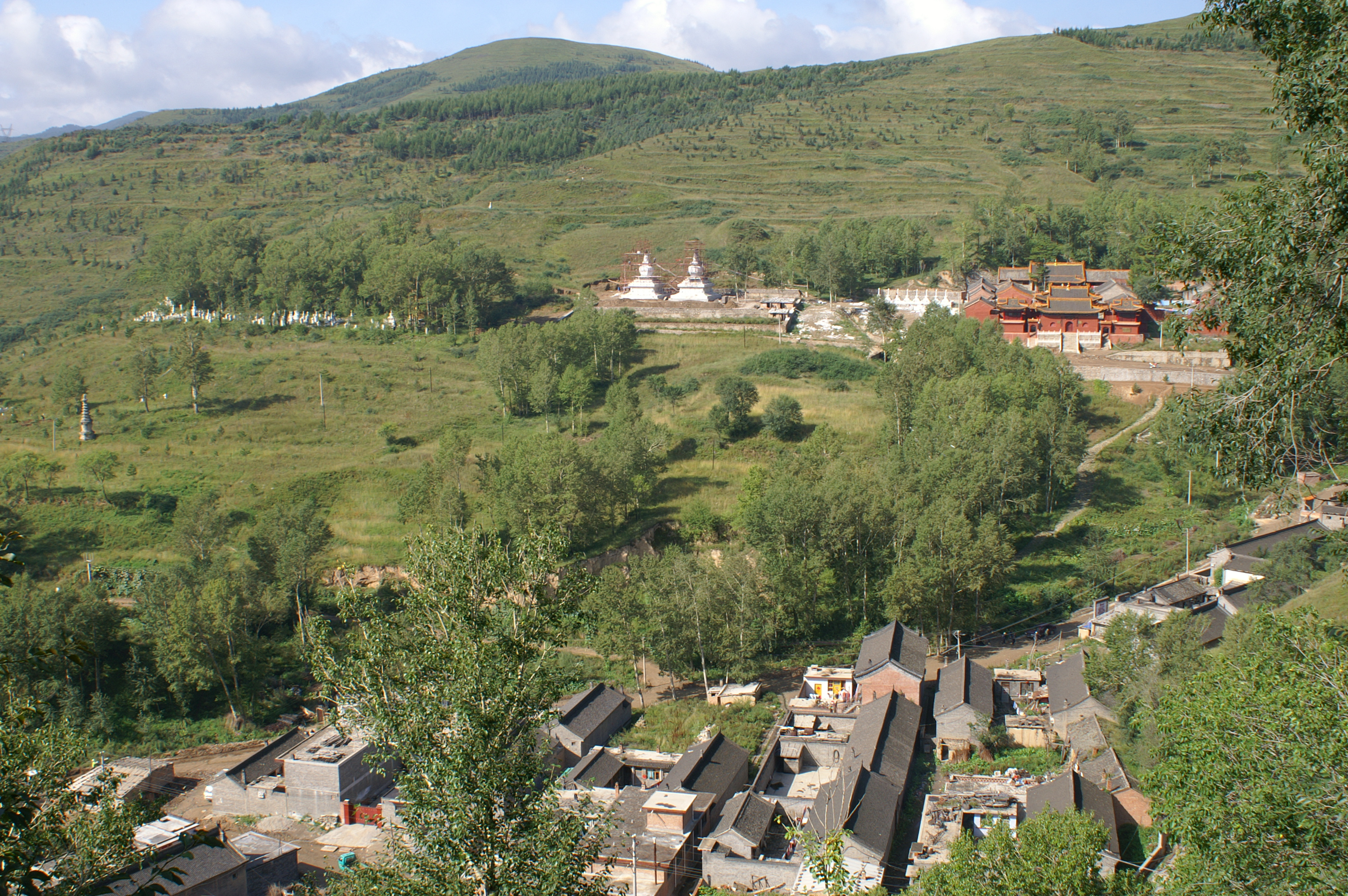
Ngũ Đài Sơn, nơi có đỉnh cao nhất Hoa Bắc, đồng thời là một thánh địa của Phật giáo Trung Quốc

Sơn Tây nằm ở trung bộ lưu vực Hoàng Hà, ở phía tây của Thái Hành Sơn, có tọa độ giới hạn từ 34°34′-40°43′ vĩ Bắc và 110°14′—114°33′ kinh Đông. Lãnh thổ Sơn Tây có hình bình hành kéo dài từ đông bắc đến tây nam, với diện tích là khoảng 156.700 km², chiếm 1,6% tổng diện tích Trung Quốc, dài khoảng 682 km theo chiều bắc-nam, rộng khoảng 385 km theo chiều đông-tây. Thái Hành Sơn ngăn cách Sơn Tây với Hà Bắc ở phía đông; ở phía tây thì Hoàng Hà ngăn cách Sơn Tây với Thiểm Tây; nam và đông nam của Sơn Tây là Hà Nam; phía bắc Sơn Tây là khu tự trị Nội Mông.
Địa thế điển hình của Sơn Tây là lớp đất hoàng thổ bao trùm các cao nguyên sơn địa, bị giới hạn bởi Ngũ Đài Sơn và Hằng Sơn ở phía bắc, Thái Hành Sơn ở phía đông, Lã Lương Sơn ở phía tây. Địa thế của Sơn Tây nói chung là cao ở đông bắc, thấp ở tây nam. Vùng cao nguyên trong tỉnh nhấp nhô chứ không bằng phẳng, có các thung lũng sông dọc ngang. Địa mạo của Sơn Tây phức tạp và đa dạng: núi non, gò đồi, đài địa, bình nguyên, nhìn chung là núi nhiều sông ít, trong đó vùng núi non và gò đồi chiếm 80,1% diện tích của tỉnh, vùng đồng bằng và thung lũng sông chiếm 19,9% diện tích của tỉnh. Phần lớn Thiểm Tây có cao độ trên 1.500 mét so với mực nước biển, điểm cao nhất là đỉnh chính Hiệp Đầu của Ngũ Đài Sơn với cao độ 3061,1 mét trên mực nước biển, cũng là đỉnh cao nhất vùng Hoa Bắc. Bồn địa thung lũng lớn nhất Sơn Tây là bồn địa Thái Nguyên kéo dài 160 km. Ở phía bắc Thái Nguyên có ba bồn địa riêng biệt, chúng đều là các khu vực canh tác, bồn địa Đại Đồng nằm xa hơn về phía bắc.
Sơn Tây có trên 1.000 sông lớn nhỏ, thuộc hai hệ thống sông lớn là Hoàng Hà và Hải Hà. Trong đó, con sông lớn thứ hai tại Trung Quốc- Hoàng Hà chảy từ bắc xuống nam dọc theo một hẻm núi ở ranh giới phía tây giữa Sơn Tây và Thiểm Tây, ở Phong Lăng Độ (風陵渡), Hoàng Hà chuyển hướng tây-đông và tạo thành một đoạn ranh giới giữa Sơn Tây và Hà Nam, tổng chiều dài Hoàng Hà tại Sơn Tây là 968 km. Ngoài Hoàng Hà ra, Sơn Tây có 5 sông có diện tích lưu vực trên 10.000 km², có 48 sông có diện tích lưu vực từ 1.000 km² đến 10.000 km², có 397 sông có diện tích lưu vực từ 100 km² đến 1.000 km². Phần Hà là sông lớn nhất trong nội bộ Sơn Tây, chảy từ đông bắc xuống tây nam, chiều dài dòng chính là 694 km. Các chi lưu lớn của Hoàng Hà ở Sơn Tây bao gồm: Phần Hà, Thấm Hà, Đan Hà, Tốc Thủy Hà, Tam Xuyên Hà. Các chi lưu lớn của hệ thống Hải Hà trên địa bàn Sơn Tây là: Tang Can Hà, Hô Đà Hà, Trạc Chương Hà, Thanh Chương Hà. Diện tích lưu vực Hoàng Hà tại Sơn Tây là 97.138 km², chiếm 62% diện tích toàn tỉnh; diện tích lưu vực Hải Hà tại Sơn Tây là 59.133 km², chiếm 38% diện tích toàn tỉnh.
Ở các dãy núi, thường thấy một vài loại đất nâu nhạt hoặc đất rừng nâu, các thảo nguyên xuất hiện trên cao độ lớn hơn. Đất phù sa xuất hiện ở các khu vực trung bộ và nam bộ của Sơn Tây và chủ yếu tạo thành từ đất nâu đá vôi do Phần Hà bồi đắp. Tỉnh Sơn Tây cũng có trầm tích hoàng thổ và đá vôi. Nguồn tài nguyên hữu cơ tự nhiên của Sơn Tây không phải là nhiều, và có độ mặn quá mức.
Sơn Tây nằm ở vùng có vĩ độ trung bình ở nội lục, thuộc vùng khí hậu bán khô hạn hoặc khí hậu lục địa. Do ảnh hưởng từ các nhân tố bức xạ Mặt Trời, hoàn lưu gió mùa và vị trí địa lý, khí hậu Sơn Tây có đủ bốn mùa phân biệt, mưa nhiệt cùng lúc, ánh nắng đầy đủ, có sự khác biệt khí hậu đáng kể giữa nam và bắc, có sự chênh lệch nhiệt độ lớn giữa mùa đông và mùa hè, ngoài ra giữa ngày và đêm cũng có sự chênh lệch nhiệt độ lớn. Nhiệt độ bình quân năm của các địa phương tại Sơn Tây biến đổi từ 4,2-14,2 °C, về tổng thể thì tăng dần từ bắc xuống nam, thấp dần từ bồn địa lên vùng núi cao. Nhiệt độ trung bình tại Thái Nguyên vào tháng giêng là −7 °C và tăng lên 24 °C trong tháng 7; các số liệu tương ứng tại Đại Đồng là −16 °C và 22 °C. Lượng giáng thủy trung bình năm của các địa phương tại Sơn Tây dao động từ 358-621 mm, thấp dần từ tây bắc đến đông nam, phân bố không đều theo mùa, tương đối tập trung vào mùa hè (từ tháng 6-8), chiếm 60% tổng lượng giáng thủy cả năm. Trong mùa đông, Sơn Tây thường xảy ra hạn hán do các cơn gió tây bắc khô thổi đến từ cao nguyên Mông Cổ. Trong mùa hè, gió mùa đông nam mang theo lượng ẩm thì lại bị Thái Hành Sơn chặn. Mưa đá là một mối nguy hiểm tự nhiên thường xuất hiện tại Sơn Tây, cùng với đó là nạn lũ lụt mà chủ yếu đe dọa khu vực dọc theo Phần Hà.

### Sinh vật
Mặc dù đã bị con người khai phá để tiến hành hoạt động canh tác trong một thời gian dài, người ta đã phát hiện được hơn 2700 loài thực vật có mạch trên địa bàn Sơn Tây, trong đó có 463 loài cây thân gỗ. Thảm thực vật Sơn Tây từ nam lên bắc có thể phân thành: nam bộ và đông nam bộ chủ yếu là rừng lá rộng rụng lá và cây bụi rụng lá thứ sinh: rừng lá rộng xanh mùa hè hoặc rừng hỗn giao lá kim lá rộng, có nhiều loại thực vật nhất; trung bộ chủ yếu là rừng lá kim và cây bụi trung sinh, cũng có các rừng lá rộng xanh hè, là khu vực có diện tích rừng lớn nhất; bắc bộ và tây bắc bộ là nơi phân bố của các đám cây bụi cỏ và thảo nguyên bán khô hạn, rất ít thực bì rừng, các loại thực vật chiếm ưu thế là cỏ ngọn dài (Stipa bungeana), các loại cỏ sống được trong môi trường hạn và ninh điều (Caragana intermedia intermedia), sa cức (Hippophae) và các loại khác. Thông đỏ bắc phương Nam (南方红豆杉, Taxus chinensis var. mairei) là loài thực vật được bảo hộ cấp một quốc gia tại Trung Quốc; các loài được bảo hộ ở cấp hai có mặt trên địa bàn Sơn Tây là: cây liên hương (Cercidiphyllum japonicum), cây sí quả du (Elaeagnus mollis), liễu thủy khúc (Fraxinus mandschurica), thu hạch đào (Juglans mandshurica Maxim), đoạn Amur "(Tilia amurensis). Sơn Tây có hơn 1000 loài thực vật có thể dùng làm dược liệu, phân bố rộng rãi trên vùng đồi núi, có tiếng là đảng sâm (Codonopsis pilosula), hoàng kỳ (Radix astragali), cam thảo (Glycyrrhiza uralensis), liên kiều (Forsythia suspensa) và các loại khác.
Tỷ lệ che phủ rừng của Sơn Tây đạt 18,03%, rừng chiếm khoảng một phần năm diện tích của tỉnh. Tuy nhiên, tỉnh còn lại khá ít các khu rừng tự nhiên, chúng nằm ở những vùng đất nhỏ biệt lập tại sườn núi hướng về phía bắc. Tại Trung Điều Sơn (中条山) ở xa về góc đông nam của tỉnh, gần ranh rới với tỉnh Hà Nam, có một dải rừng nguyên sinh lớn. Sơn Tây cũng tiến hành trồng rừng trên khắp địa bàn, bao gồm cả việc trồng cây ở sát ngay các khu đất canh tác và trên các sườn núi.
Việc phá hủy các khu rừng nguyên sinh trong thời cổ đại đã loại bỏ hầu hết các loại động vật hoang dã tại Sơn Tây. Hiện nay, các loài động vật hoang dã ở Sơn Tây chủ yếu là loài sống trên cạn, đã biết được 439 loại (kể cả các loài đã tuyệt chủng). Trong đó, tỉnh có 71 loài động vật quý hiếm được bảo hộ trọng điểm cấp quốc gia, trong đó có 17 loại được bảo hộ cấp 1: Gà lôi tai nâu (Crossoptilon mantchuricum), đại bàng vàng (Aquila chrysaetos), cò quăm mào Nhật Bản (Nipponia nippon), hạc trắng (Ciconia ciconia), hạc đen (Ciconia nigra), đại bàng biển đuôi trắng (Haliaeetus leucoryphus), đại bàng đuôi trắng (Haliaeetus albicilla), sếu Nhật Bản (Grus japonensis), ô tác lớn (Otis tarda), chim diều râu (Gypaetus barbatus), Ichthyaetus relictus, hổ, báo hoa mai, hươu xạ Siberi (Moschus moschiferus), hươu xạ lùn (Moschus berezovskii). Các loài động vật hoang dã được bảo hộ trọng điểm cấp tỉnh có diệc xám (Ardea cinerea), gõ kiến nhỏ đầu xám (Picoides canicapillus) và 27 loại khác.

## Nhân khẩu
Theo điều tra mẫu, cuối năm 2011, tỉnh Sơn Tây có 35.933.000 người, tăng 192.000 người so với năm trước. Trong năm này, tỷ lệ sinh của Sơn Tây là 10,47‰, còn tỷ lệ tử vong là 5,61‰, tỷ số giới tính khi sinh là 113,14 nam/100 mữ. Hầu hết cư dân Sơn Tây là người Hán, cuối năm 2011 họ chiếm 99,7% tổng số dân cư.
Phần lớn người Hán tại Sơn Tây nói tiếng Tấn, riêng cư dân hai địa cấp thị Lâm Phần và Vận Thành ở hạ du Phần Hà, tại tây nam của Sơn Tây, nói phương ngữ Phần Hà của Quan thoại Trung Nguyên. Tiếng Tấn được một số người phân là một nhánh của Quan thoại, song cũng có người xem nó là một nhánh riêng biệt của tiếng Hán. Trên địa phận Sơn Tây, phương ngữ Tịnh Châu của tiếng Tấn được nói tại trung bộ, bao gồm Thái Nguyên và Tấn Trung; phương ngữ Lữ Lương được nói tại phía tây của trung bộ, bao gồm Lữ Lương và 5 huyện tây bắc của Lâm Phần; phương ngữ Thượng Đản được nói tại đông nam bộ ở chân núi phía tây Thái Hành Sơn, bao gồm Trường Trị và Tấn Thành; phương ngữ Ngũ Đài được nói tại bắc bộ Sơn Tây, bao gồm Hãn Châu; phương ngữ Đại Đồng được nói tại khu vực Đại Đồng.
Các cộng đồng thiểu số tại Sơn Tây bao gồm người Hồi ở khu vực Thái Nguyên-Du Thứ, và một số người Mông Cổ và người Mãn sinh sống quanh Đại Đồng. Cư dân Sơn Tây tập trung đông đúc tại bồn địa Thái Nguyên, khu vực đông nam quanh Trường Trị và thung lũng Phần Hà.

## Các đơn vị hành chính
Tỉnh Sơn Tây được chia ra 11 đơn vị cấp địa khu, tất cả đều là địa cấp thị:
| Bản đồ          | #           | Tên           | Thủ phủ             | Chữ Hán Bính âm | Dân số (2010) | Diện tích (km²) | Mật độ (người/km²) |
| --------------- | ----------- | ------------- | ------------------- | --------------- | ------------- | --------------- | ------------------ |
|                 |             |               |                     |                 |               |                 |                    |
| — Địa cấp thị — |             |               |                     |                 |               |                 |                    |
| 1               | Thái Nguyên | Hạnh Hoa Lĩnh | 太原市 Tàiyuán Shì  | 4.201.591       | 6.959         | 603,8           |                    |
| 2               | Trường Trị  | Thành khu     | 长治市 Chángzhì Shì | 3.334.564       | 13.864        | 204,5           |                    |
| 3               | Đại Đồng    | Thành khu     | 大同市 Dàtóng Shì   | 3.318.057       | 14.176        | 234,1           |                    |
| 4               | Tấn Thành   | Thành khu     | 晋城市 Jìnchéng Shì | 2.279.151       | 9.484         | 240,3           |                    |
| 5               | Tấn Trung   | Du Thứ        | 晋中市 Jìnzhōng Shì | 3.249.425       | 16.408        | 198,0           |                    |
| 6               | Lâm Phần    | Nghiêu Đô     | 临汾市 Línfén Shì   | 4.316.612       | 20.275        | 212,9           |                    |
| 7               | Lã Lương    | Ly Thạch      | 吕梁市 Lǚliáng Shì  | 3.727.057       | 21.143        | 176,3           |                    |
| 8               | Sóc Châu    | Sóc Thành     | 朔州市 Shuòzhōu Shì | 1.714.857       | 10.662        | 160,8           |                    |
| 9               | Hãn Châu    | Hãn Phủ       | 忻州市 Xīnzhōu Shì  | 3.067.501       | 25.180        | 121,8           |                    |
| 10              | Dương Tuyền | Thành khu     | 阳泉市 Yángquán Shì | 1.368.502       | 4.451         | 307,5           |                    |
| 11              | Vận Thành   | Diêm Hồ       | 运城市 Yùnchéng Shì | 5.134.794       | 14.106        | 364,0           |                    |

11 đơn vị cấp địa khu này được chia ra 119 các đơn vị cấp huyện (23 quận, 11 thành phố cấp huyện, và 85 huyện). Các đơn vị này lại được chia ra làm 1388 các đơn vị cấp hương (561 trấn, 634 hương, và 193 phó quận).

## Kinh tế

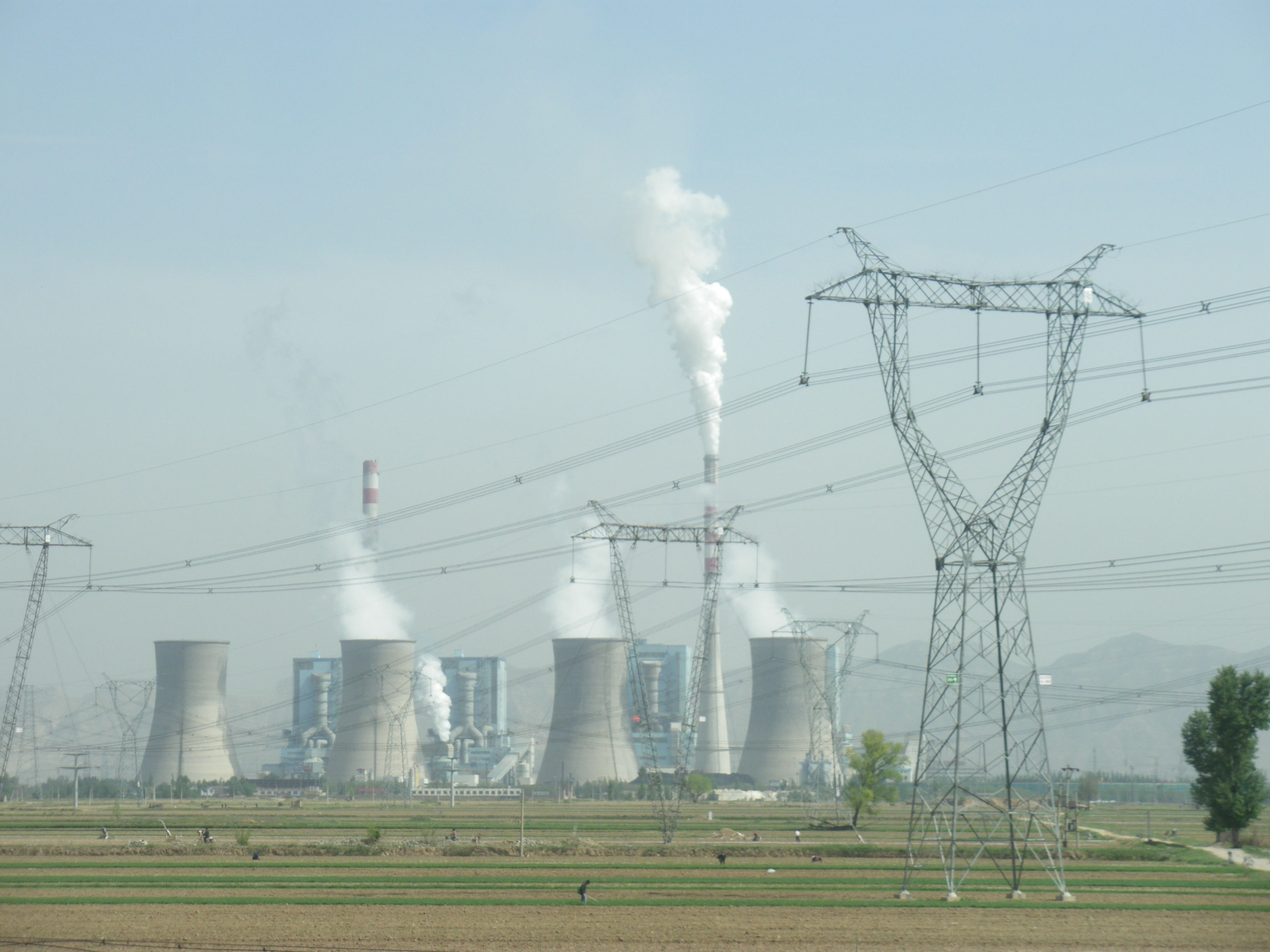
Nhà máy nhiệt điện dùng than đá tại Sóc Châu

Do xảy ra hiện tượng xói mòn trên phạm vi rộng, chỉ một phần ba diện tích Sơn Tây là đất canh tác. Sau khi thành lập Cộng hòa Nhân dân Trung Hoa, đã có những nỗ lực nhằm bảo toàn đất và nước trên quy mô rộng lớn, tạo ra loại ruộng bậc thang, trồng cây gây rừng, đào kênh mương thủy lợi, đắp bờ các mảnh đất canh tác, khử mặn, và cải tạo đất ven sông. Ở cực bắc của tỉnh, mùa sinh trưởng của cây trồng rất ngắn chỉ với 120 ngày, mùa đông lạnh và kéo dài khiến cho chỉ canh tác được một vụ kê có bông, lùa mì xuân, yến mạch trần, khoai tây và vừng mỗi năm. Ở phần còn lại của tỉnh, ngoại trừ các khu vực đồi núi, mùa sinh trưởng kéo dài hơn (210 ngày), cho phép canh tác ba vụ hai năm hoặc hai vụ một năm. Một số thuốc lá và lạc cũng như cây ăn quả được trồng tại các vùng bồn địa trung bộ và đồng bằng ven Hoàng Hà. Năm 2011, đầu tư cho "tam nông" tại Sơn Tây đạt 65 tỷ NDT, tổng sản lượng lương thực đạt 11.930.000 tấn.
Trên địa bàn Sơn Tây đã phát hiện được hơn 120 loại khoáng sản, trong đó đã xác minh được trữ lượng của 70 loại. Vào năm 2011, trữ lượng than đá của Sơn Tây đạt 267,379 tỷ tấn, chiếm 20% tổng trữ lượng than đá của Trung Quốc. Các chủng loại khoáng sản có trữ lượng đứng vào hàng đầu toàn quốc của Sơn Tây là: khí vỉa than, bô xít, perlite, gali, zeolit, rutile, muối magnesi, mirabilite, feldspat kali, ilmenite, đá vôi, feldspat, thạch cao, coban, đồng và các loại khác.
Theo hạch toán sơ bộ, tổng GDP của Sơn Tây vào năm 2011 là 1.110,02 tỷ NDT, tăng trưởng 13% so với năm trước. Trong đó, khu vực một đạt giá trị 64,14 tỷ NDT, khu vực hai đạt giá trị 657,78 tỷ NDT, khu vực ba đạt giá trị 388,09 tỉ NDT. Trong năm, tổng kim ngạch xuất nhập khẩu của Sơn Tây là 14,76 tỷ USD, trong đó kim ngạch xuất khẩu đạt 9,33 tỷ USD và kim ngạch nhập khẩu đạt 5,43 tỷ USD.
Ngành công nghiệp của Sơn Tây dựa trên cơ sở nguồn tài nguyên than đá phong phú, tập trung vào phát triển các ngành công nghiệp nặng tại Thái Nguyên-Tấn Trung. Ngành gang thép sản xuất ra thép thỏi, gang thỏi, và các sản phẩm thép hoàn chỉnh. Ngoài ra Sơn Tây còn có các ngành cơ cấu hạng nặng, hóa chất công nghiệp, phân bón hóa học, như xi măng, giấy, dệt may, xay bột, và rượu. Các trung tâm khai mỏ và gang thép khác bao gồm Dương Tuyền, Trường Trị, Đại Đồng và Lâm Phần. Từ thập niên 1980, Sơn Tây cũng phát triển mạnh mẽ các ngành điện tử, dệt may, chế biến thực phẩm, nhựa gia dụng. Các sản phẩm đặc sản của địa phương phải kể đến như Phần tửu (汾酒), một loại rượu mùi làm từ lúa miến của thôn Hạnh Hoa.

## Văn hóa
Tôn giáo tại Sơn Tây
Ẩm thực Sơn Tây được biến đến nhiều nhất với đặc điểm sử dụng rộng rãi các loại giấm địa phương làm gia vị và với các món mì. Một món ăn bắt nguồn từ Thái Nguyên có tên là Thái Nguyên đầu não (太原头脑), món canh này nấu với các nguyên liệu gồm thịt cừu, sơn dược, rễ sen, hoàng kì, hành củ, cũng như rượu để thêm mùi vị, thưởng thức bằng cách nhúng những chiếc bánh không có men vào canh, và được cho là có thể chữa bệnh. Không kể việc sử dụng thịt lợn và thịt gà, một trong những loại thịt phổ biến nhất ở Sơn Tây là thịt cừu non, cũng như một số bộ phận khác trong cơ thể của dê hoặc cừu. Chẳng hạn, súp thịt cừu thường được nấu với gan, dạ dày, và một số các cơ quan khác của cừu.
Tấn kịch (晋剧) là một thể loại hí khúc phổ biến tại Sơn Tây. Loại hình nghệ thuật này được đại chúng hóa trong thời gian cuối thời Nhà Thanh, với sự trợ giúp của các thương nhân Sơn Tây-những người mà khi ấy hoạt động trên khắp Trung Quốc. Cũng được gọi là Trung lộ bang tử (中路梆子), nó là một loại hình bang tử(梆子), một nhóm các loại hình nhạc kịch thường được phân biệt bằng việc sử dụng sinh tiền để tạo ra nhịp và bởi một phong cách hát mạnh mẽ hơn; Tấn kịch cũng được bổ sung bằng khúc tử (曲子), một thuật ngữ chung để chỉ các loại nhạc kịch du dương hơn ở xa về phía nam. Bồ kịch (蒲剧), bắt nguồn từ nam bộ Sơn Tây, là một thể loại bang tử cổ xưa hơn, sử dụng âm trình rất rộng.
Tấn thương (晋商), tức các thương nhân Sơn Tây đã tạo thành một hiện tượng lịch sử kéo dài trong nhiều thế kỷ từ thời Tống đến thời Thanh, Các thương nhân Sơn Tây có phạm vi hoạt động xa và rộng kéo dài từ Trung Á đến vùng bờ biển phía đông Tung Quốc. Thời Thanh, các thương nhân Sơn Tây kiểm soát giao thương cả hai phía của Trường Thành. Đến cuối thời Thanh, một sự phát triển mới lại xuất hiện: việc tạo ra phiếu hiệu (票号), mà về bản chất cung cấp các dịch vụ như chuyển tiền, giao dịch, tiền gửi và vay mượn giống như ngân hàng. Sau khi phiếu hiệu đầu tiên được thành lập tại Bình Dao, các chủ hiệu Sơn Tây đã thống trị thị trường tài chính Trung Quốc trong hàng thế kỷ cho đến khi triều Thanh sụp đổ và các ngân hàng Anh xuất hiện.

## Du lịch

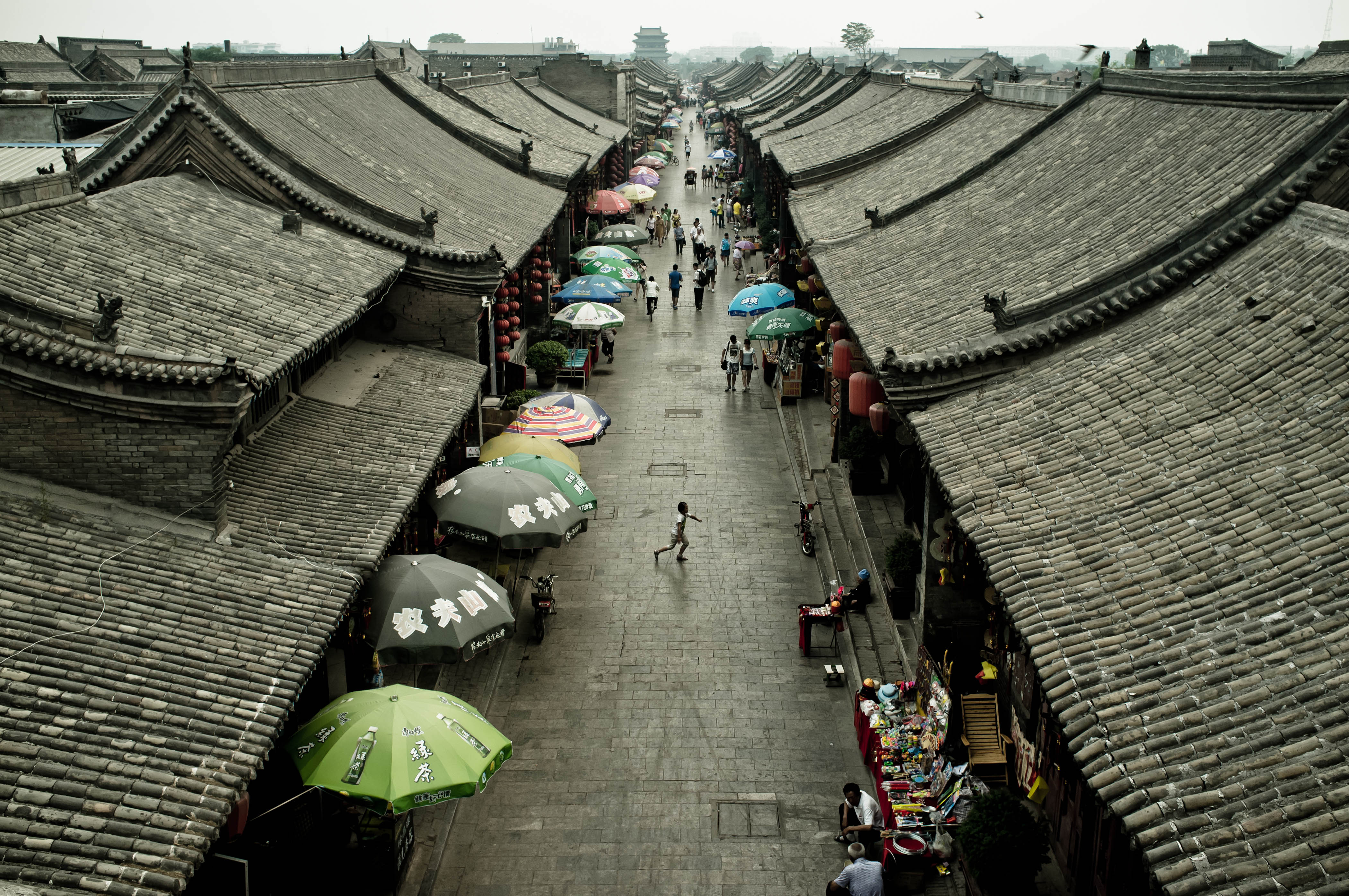
Phố chợ Bình Dao

- Thành cổ Bình Dao là một di sản thế giới nằm ở huyện cùng tên thuộc Tấn Trung, cách thủ phủ Thái Nguyên 80 km. Nơi đây từng là một trung tâm tài chính lớn của Trung Quốc, nổi danh với việc còn bảo tồn được nhiều đặc điểm văn hóa, kiến trúc và lối sống Hán từ thời Minh-Thanh.
- Hang đá Vân Cương, hang đá nhân tạo nông nằm gần Đại Đồng. Có trên 50.000 hình và tượng Phật và Bồ Tát được trạm khắc bên trong các hang động, cao từ 4 cm đến 7 mét và cũng là một di sản thế giới.
- Ngũ Đài Sơn có điểm cao nhất của Sơn Tây. Nó được biết đến như là nơi cư trú của Văn Thù Bồ Tát, và vì thế cũng là một điểm hành hương Phật giáo lớn, với nhiều chùa và cảnh đẹp tự nhiên. Các điểm đáng chú ý bao gồm các chính điện làm bằng gỗ có niên đại từ thời Đường của chùa Nam Thiền và chùa Phật Quang, cũng như Đại Bạch tháp tại chùa Tháp Viện được xây dựng từ thời Minh.
- Hằng Sơn, tại Hồn Nguyên, là một trong "Ngũ Lạc" của Trung Quốc, và cũng là một địa điểm tâm linh chính của Đạo giáo. Không xa Hằng Sơn là chùa Huyền Không nằm trên vách đá và đã tồn tại trong suốt 1400 bất chấp các trận động đất đã từng xảy ra trong khu vực.
- Phật Cung tự Thích Ca tháp, nằm ở huyện Ứng, là một ngôi tháp được xây dựng vào năm 1056 dưới thời Liêu. Tháp có hình bát giác với chín tầng (từ ngoài có thể nhận thấy là có năm tầng), và cao 67 m (220 ft), là tháp gỗ cao nhất trên thế giới. Đây cũng là tháp hoàn toàn bằng gỗ cổ nhất còn tồn tại ở Trung Quốc.
- Thác Hồ Khẩu nằm trên dòng chính của Hoàng Hà trên ranh giới giữa Sơn Tây và Thiểm Tây. Với độ cao 50 mét, nó là tháp cao thứ hai tại Trung Quốc.
- Đại Trại là một thôn tại huyện Tích Dương. Thôn nằm trên địa hình đồi núi, khó khăn, song là một điểm linh thiêng trong Cách mạng Văn hóa, khi nó trở thành gương mẫu cho toàn thể dân tộc về sức mạnh của giai cấp vô sản, đặc biệt là nông dân.
- Nương Tử Quan nằm ở đông bắc của huyện Bình Định, thuộc ranh giới giữa Sơn Tây và Hà Bắc, là một quan ải trứ danh của Vạn Lý Trường Thành, thôn Nương Tử Quan là một thôn cổ nổi tiếng.
- Sơn Tây cũng từng là vùng căn cứ địa cách mạng của Đảng Cộng sản Trung Quốc, các di tích nổi tiếng là tổng bộ Bát lộ quân, công xưởng binh khí Bát lộ quân động Hoàng Nhai ở Lê Thành, nhà kỉ niệm Lưu Hồ Lan ở Văn Thủy.

## Giao thông

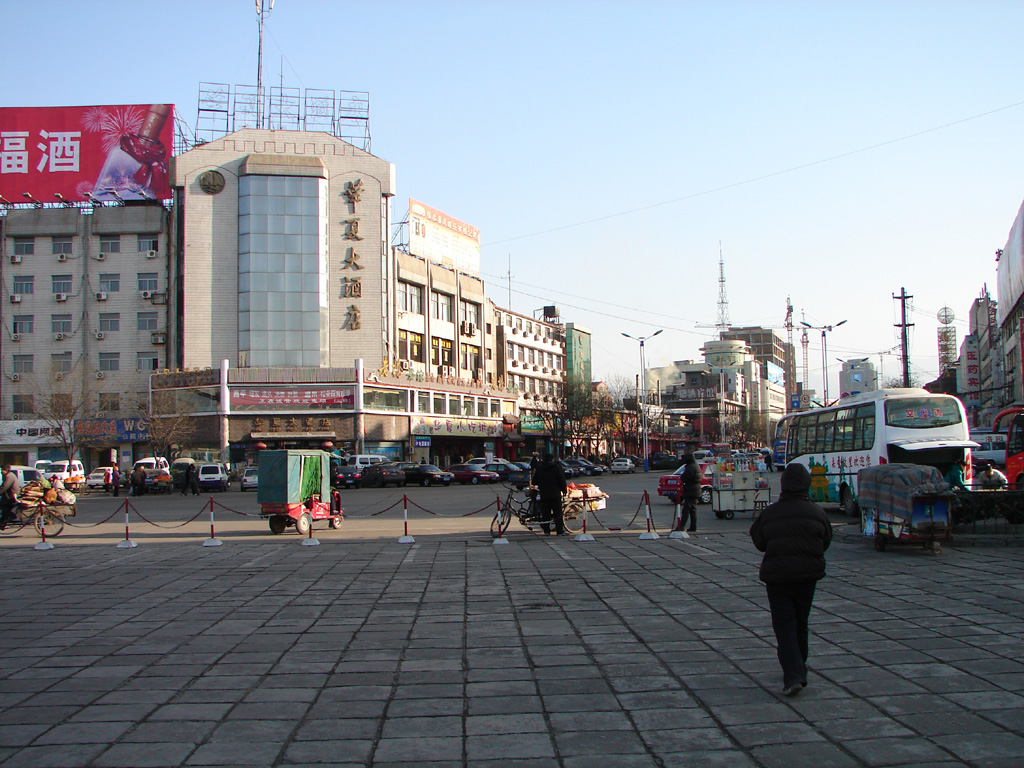
Đường phố ở Vận Thành

Sơn Tây có các sân bay dân dụng: sân bay Vương Thôn Trường Trị, sân bay Vân Cương Đại Đồng, sân bay Kiều Lý Lâm Phần, sân bay Lã Lương, sân bay quốc tế Vũ Túc Thái Nguyên, sân bay Ngũ Đài Sơn, sân bay Quan Công Vận Thành. Trong năm 2011, các sân bay dân dụng của Sơn Tây đã khởi hành 76.300 chuyến bay, vận chuyển được 7.260.000 lượt khách và 44.500 tấn hàng hóa. Sân bay quốc tế Vũ Túc Thái Nguyên có 85 đường bay nối đến 54 thành phố.
Sơn Tây phụ thuộc nhiều vào vận tải đường sắt, loại hình vận tải này đóng vai trò quan trọng trong việc vận chuyển nguyên liệu, hàng hóa công nghiệp và thực phẩm trong và liên tỉnh. Tuyến đường sắt dài nhất của Sơn Tây là đường sắt Đồng-Bồ, chạy từ Đại Đồng ở cực bắc xuống đến Phong Lăng Độ ở tây nam (giao giới giữa Sơn Tây-Thiểm Tây-Hà Nam). Có nhiều tuyến đường sắt khác chạy ngang qua Sơn Tây, quan trọng nhất là tuyến đường sắt Kinh-Bao, ngoài ra còn có nhiều tuyến nhánh được xây dựng trong thời gian gần đây để kết nối các tuyến đường sắt chính với các điểm công nghiệp và khai mỏ. Năm 2011, tổng lý trình đường sắt hoạt động của Sơn Tây là 3773,7 km.
Sơn Tây đã mở rộng các tuyến đường cao tốc, đường dài và đường mọi thời tiết, đặc biệt là tại hay gần các đô thị lớn và các khu khai mỏ, nhiều tuyến đường đóng vai trò là tuyến trung chuyển đến mạng lưới đường sắt. Năm 2011, tổng lý trình công lộ thông xe của Sơn Tây là 135.000 km, trong đó có 4.005 km công lộ cao tốc. Từ Thái Nguyên đến các địa cấp thị khác chỉ mất có ba giờ nếu đi theo đường cao tốc, 82% số huyện/thị/khu có đường cao tốc chạy qua. Năm 2011, hệ thống công lộ của Sơn Tây đã thực hiện vận chuyển 652 triệu tấn hàng hóa và 329 triệu lượt người.
Các thuyền đáy bằng nhỏ có thể thông hành trên Phần Hà, xa đến Lâm Phần về phía bắc. Tuy nhiên, việc vận chuyển hàng hóa trên Phần Hà, cũng như đoạn chảy theo hướng bắc-nam của Hoàng Hà, là không đáng kể.

## Các trường đại học và cao đẳng

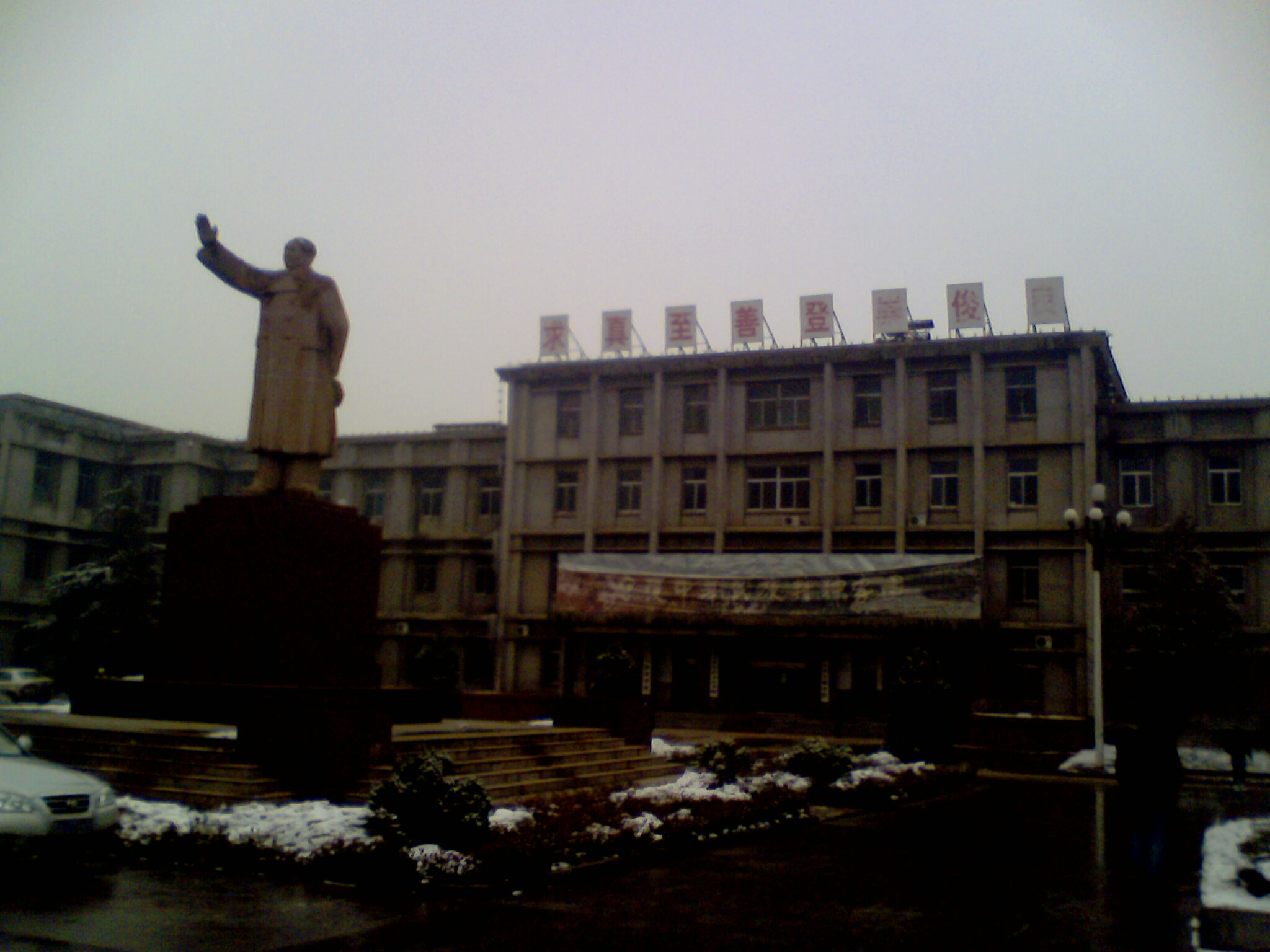
Tượng Mao Trạch Đông tại Đại học Sơn Tây

Các trường đại học và cao đẳng lớn ở Sơn Tây:
- Đại học Sơn Tây (山西大学)
- Đại học Trung Bắc (中北大学)
- Đại học Công nghệ Thái Nguyên (太原理工大学)
- Đại học Kinh tế Tài chính Sơn Tây (山西财经大学)
- Đại học Y khoa Sơn Tây (山西医科大学)
- Đại học Khoa học Công nghệ Thái Nguyên (太原科技大学)
- Đại học Công nghiệp Thái Nguyên (太原工业学院)
- Đại học Sư phạm Thái Nguyên (太原师范学院)
- Học viên Trung y Sơn Tây (山西中医学院)
- Đại học Sư phạm Sơn Tây (山西师范大学)
- Đại học Nông nghiệp Sơn Tây (山西农业大学)
- Học viện Y Trường Trị (长治医学院)
- Học viện Trường Trị (长治学院)
- Học viện Vận Thành (运城学院)
- Đại học Đại Đồng Sơn Tây (山西大同大学)
- Học viện Tấn Trung (晋中学院)
- Học viện Khoa học Công nghệ Hoa Bắc (华北工学院)
- Học viện Sư phạm Hãn Châu (忻州师范学院)

Tất cả các trường trên trực thuộc quản lý của chính quyền tỉnh Sơn Tây